# 徐运北
徐运北（1914年—2018年1月6日），曾名徐鸿轩，山东省堂邑县人，中华人民共和国政治人物。

## 生平
徐运北毕业于济南高中，后参加学生运动。1934年1月，参加革命工作并加入中国共产党。1935年起，担任中共鲁西北特委书记、中共冀南省鲁西特区书记等职位。1942年，进入中共中央党校。第二次国共内战期间，担任中共冀鲁豫区党委常委、冀鲁豫军区副政委，随后跟从第二野战军五兵团在西南作战，后担任中共贵州省委第一副书记等职。中华人民共和国成立后，担任中共贵州省委副书记，随后长期在贵州任职。1952年，担任中国卫生部副部长，组织负责消除全国南方的血吸虫病。1967年，担任中华人民共和国第二轻工业部部长。文化大革命期间，受到迫害被下放。1973年，担任中共北京市委常委、北京市革委会副主任。1980年，担任中国轻工业部副部长、顾问。2018年1月6日，在北京逝世，享年104岁。